# 梅里达州
梅里达州（西班牙語：Mérida），位于委内瑞拉西部，行政中心是梅里达市。面积11,300平方公里，人口843,800。